# Ламино
Ламино — село в Сараевском районе Рязанской области России, входит в состав Высоковского сельского поселения.

## Географическое положение
Село расположено на берегу реки Пара в 9 км на северо-восток от центра поселения села Высокое и в 28 км на восток от райцентра посёлка Сараи.

## История
Церковь Воздвижения Животворящего Креста в Борецком стану в селе Ламине упоминается в окладных книгах 1676 года. В 1730 году прихожанами была построена новая деревянная Воздвиженская церковь.
В XIX — начале XX века село входило в состав Высоковской волости Сапожковского уезда Рязанской губернии. В 1906 году в селе был 151 двор.
С 1929 года село являлось центром Ламинского сельсовета Сараевского района Рязанского округа Московской области, с 1935 года — в составе Можарского района, с 1937 года — в составе Рязанской области, с 1959 года — в составе Островского сельсовета Сараевского района, с 2005 года — в составе Высоковского сельского поселения.

## Население
| 1859 | 1897 | 1906 | 2010 |
| ---- | ---- | ---- | ---- |
| 735  | ↗949 | ↗984 | ↘17  |

### Известные жители
- Фаворов, Назарий Антонович (1820—1897) — православный богослов и публицист, магистр Киевской духовной академии, профессор богословия в Киевском университете.